# Альба-де-Тормес
Альба-де-Тормес (ісп. Alba de Tormes) — муніципалітет в Іспанії, у складі автономної спільноти Кастилія-і-Леон, у провінції Саламанка. Населення — 5391 особа (2010).

## Назва
- А́льба-де-То́рмес (ісп. Alba de Tormes) — повна сучасна назва.
- А́льба (ісп. Alba) — скорочена назва.
- А́льба-на-То́рмесі (ісп. Alba de Tormes) — перекладна назва.

## Географія
Муніципалітет розташований на відстані близько 160 км на захід від Мадрида, 20 км на південний схід від Саламанки.
На території муніципалітету розташовані такі населені пункти: (дані про населення за 2010 рік)
- Альба-де-Тормес: 5058 осіб
- Аматос-де-Альба: 31 особа
- Паломарес-де-Альба: 5 осіб
- Торрехон-де-Альба: 54 особи
- Ель-Пінар-де-Альба: 243 особи

## Історія
- Герцог Альбський

## Демографія
Динаміка населення (INE ):

## Галерея зображень

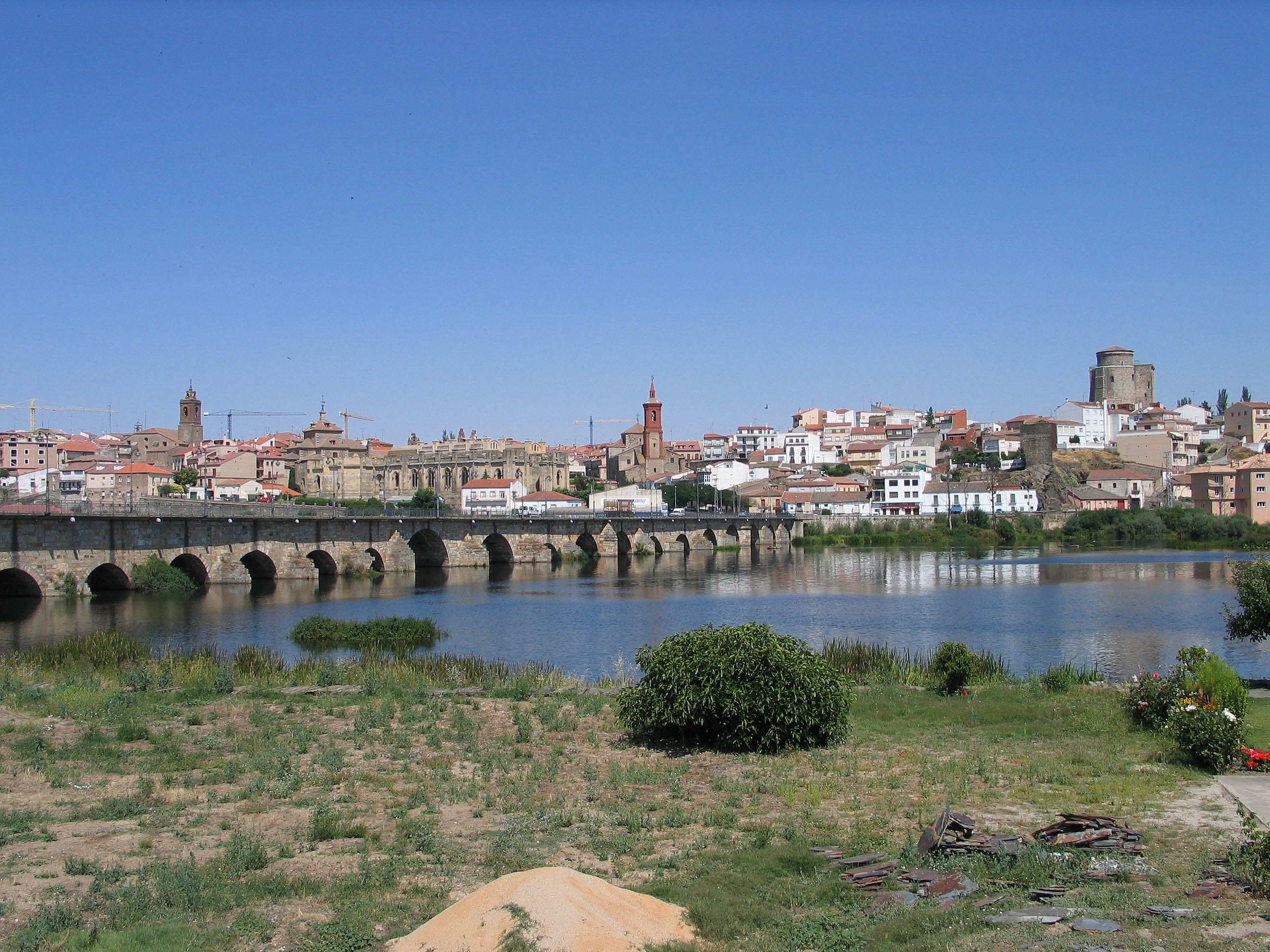
Альба-де-Тормес
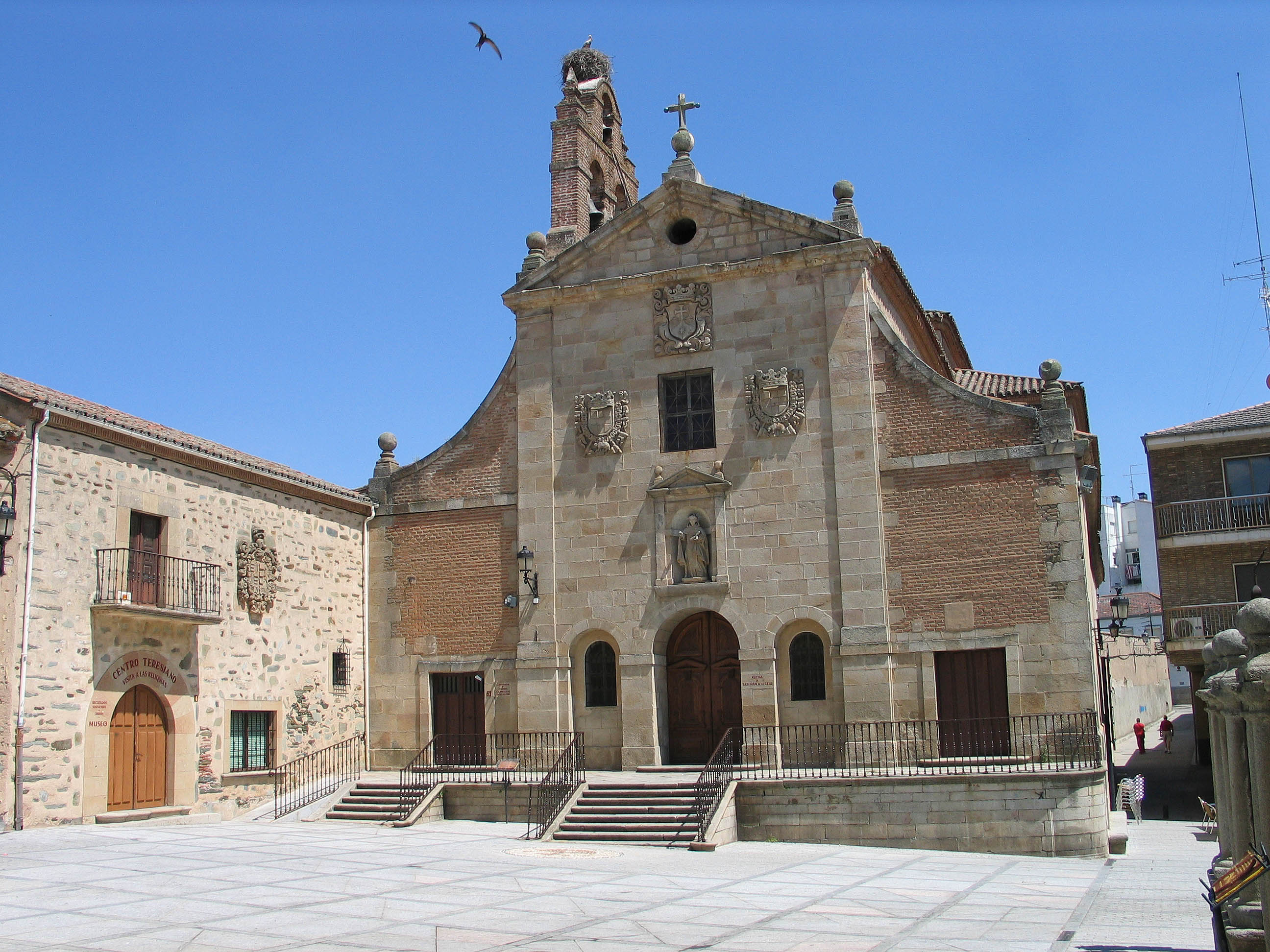
Церква Сан-Хуан-де-ла-Крус